# Сан-Пабло Бургос
Открытое акционерное спортивное общество «Баскетбольный клуб Мирафлорес» (исп. Club Baloncesto Miraflores S.A.D.), более известный под спонсорским названием «Сан-Пабло Бургос» (исп. San Pablo Burgos) — испанский профессиональный баскетбольный клуб из города Бургос, Кастилия-Леон.

## История
Клуб основан в 1994 году. Провёл свои первые годы в провинциальной лиге Бургоса. Профессиональная команда была создана в августе 2015 года, как главный клуб города, с целью заменить «Тисону», которая не смогла попасть в АБК Лигу после сезона 2014/2015 из-за несоответствия требованиям участия в лиге.
28 августа 2015 года, после отказа «Тисоны» продолжить выступать в Лиге Оро, её место занял «Бургос». Клуб взял за основу успешную модель спортивного менеджмента «Басконии».
Во втором сезоне клуб прошёл квалификацию на Кубок принцессы Астурийской (ежегодное соревнование на национальный кубок для профессиональных команд 2-го уровня) и 10 июня 2017 года перешёл в АБК Лигу, выиграв в плей-офф, не проиграв ни одной игры. Клуб стал четвёртым в городе Бургос, кто добился повышения за пять лет (ранее «Атапуэрка» в 2013 и 2014 годах и «Тисона» в 2016 году), но никто из них не смог удовлетворить требованиям для выступления на высшем уровне. После допуска в новую лигу клуб переехал из спортивного центра «Эль Плантио», вмещающего 2 500 человек, в арену «Колизей Бургос» на 9 500 человек.
Клуб одержал свою первую победу в высшей лиге 11 ноября 2017 года, после семи поражений подряд, обыграв дома «Мурсию» со счётом 89:86 и завершил свой дебютный сезон на 14-й позиции с 13 победами в 34 матчах.
Два года спустя клуб дебютировал в европейских соревнованиях, победив «Киев-Баскет» во втором отборочном раунде Лиги чемпионов 2019/2020.

## Спонсорские названия
- Сан-Пабло Инмобилиария Бургос (2015–2017)
- Сан-Пабло Бургос (2017–н.в.)

## Достижения
Межконтинентальный кубок ФИБА
- Победитель: 2021
- Серебряный призёр: 2022

Лига чемпионов ФИБА
- Победитель (2): 2019/2020, 2020/2021

Кубок Кастилия-Леон:
- Победитель (3): 2016, 2017, 2018

## Главные тренеры
| Тренер            | Период    | И   | В  | П  | % побед |
| ----------------- | --------- | --- | -- | -- | ------- |
| Андреу Касадеваль | 2015      | 9   | 5  | 4  | 55,6    |
| Диего Эпифанио    | 2015–2019 | 142 | 78 | 64 | 54,9    |
| Хоан Пеньярроя    | 2019–н.в. |     |    |    |         |

## Текущий состав
| \| Поз. \| № \| Гражд. \| Имя \| Дата рождения (возраст) \| Рост \| Вес \| Звание \| \| ---- \| -- \| ------ \| ---------------- \| -------------------------- \| ------ \| ------ \| ------ \| \| З \| 6 \| \| Бруно Фитипальдо \| 2 августа 1991 (33 года) \| 184 см \| 85 кг \| \| \| АЗ \| 8 \| \| Витор Бените \| 20 февраля 1990 (35 лет) \| 194 см \| 88 кг \| \| \| АЗ \| 9 \| \| Алекс Баррера \| 1 апреля 1992 (33 года) \| 196 см \| \| \| \| ЛФ \| 11 \| \| Мигель Сальво \| 3 ноября 1994 (30 лет) \| 205 см \| \| \| \| З \| 12 \| \| Тэд МакФадден \| 29 мая 1987 (38 лет) \| 188 см \| 82 кг \| \| \| ТФ \| 14 \| \| Хасиэль Риверо \| 31 октября 1993 (31 год) \| 206 см \| \| \| \| Ц \| 23 \| \| Горан Хускич \| 26 февраля 1992 (33 года) \| 210 см \| 102 кг \| \| \| Ф/Ц \| 32 \| \| Аугусто Лима \| 17 сентября 1991 (33 года) \| 208 см \| 118 кг \| \| \| АЗ \| \| \| Хавьер Рабаседа \| 24 февраля 1989 (36 лет) \| 198 см \| 93 кг \| \| \| РЗ \| \| \| Алекс Ренфро \| 23 мая 1986 (39 лет) \| 191 см \| 80 кг \| \| | Главный тренер - Жан Табак Ассистенты тренера - Франсиско Х. Эрнандес - Альберто Кодесо Легенда - (К) — Капитан команды Последнее изменение: 1 июля 2021 года |                           |                  |                            |        |        |        |
| Поз. | № | Гражд.                    | Имя              | Дата рождения (возраст)    | Рост   | Вес    | Звание |
| З | 6 | Флаг Уругвая              | Бруно Фитипальдо | 2 августа 1991 (33 года)   | 184 см | 85 кг  |        |
| АЗ | 8 | Флаг Бразилии             | Витор Бените     | 20 февраля 1990 (35 лет)   | 194 см | 88 кг  |        |
| АЗ | 9 | Флаг Испании              | Алекс Баррера    | 1 апреля 1992 (33 года)    | 196 см |        |        |
| ЛФ | 11 | Флаг Испании              | Мигель Сальво    | 3 ноября 1994 (30 лет)     | 205 см |        |        |
| З | 12 | Флаг Грузии               | Тэд МакФадден    | 29 мая 1987 (38 лет)       | 188 см | 82 кг  |        |
| ТФ | 14 | Флаг Кубы                 | Хасиэль Риверо   | 31 октября 1993 (31 год)   | 206 см |        |        |
| Ц | 23 | Флаг Сербии               | Горан Хускич     | 26 февраля 1992 (33 года)  | 210 см | 102 кг |        |
| Ф/Ц | 32 | Флаг Бразилии             | Аугусто Лима     | 17 сентября 1991 (33 года) | 208 см | 118 кг |        |
| АЗ | | Флаг Испании              | Хавьер Рабаседа  | 24 февраля 1989 (36 лет)   | 198 см | 93 кг  |        |
| РЗ | | Флаг Боснии и Герцеговины | Алекс Ренфро     | 23 мая 1986 (39 лет)       | 191 см | 80 кг  |        |

## Сезоны
| Сезон   | Уровень | Лига     | Рег. чемп. | Плей-офф   | Кубок Испании | Другие кубки    | Другие кубки | Состав |
| ------- | ------- | -------- | ---------- | ---------- | ------------- | --------------- | ------------ | --- |
| 2015/16 | 2       | Лига Оро | 3-е        | 1/2 финала | —             | —               | —            | 0 Беренс, Форнас, Уэртас, Мареш, Мартинес, Печюкевичюс, Пошчич, Пролета, Синица, Тончинич, Вега, Виланова. Тренеры: Касадеваль, Эпифанио     |
| 2016/17 | 2       | Лига Оро | 3-е        | Чемпион    | —             | Кубок принцессы | Финалист     | 0 Акодо, Баррера, Брайн, Кабанас, Гарсия, Гибсон, Хускич, Лопес, Мартинес, Солуаде, Стейнарссон, Тончинич, Вега. Тренер: Эпифанио            |
| 2017/18 | 1       | Лига АБК | 14-е       | —          | —             | —               | —            | 0 Баррера, Чанчар, дус Анжус, Фишер, Гайлиус, Хускич, Дженкинс, Лопес, Мартинес, Саис, Шрайнер, Седекерскис, Томпсон, Вега. Тренер: Эпифанио |
| 2018/19 | 1       | Лига АБК | 11-е       | —          | —             | —               | —            | 0 Баррера, Чанчар, Фитипальдо, Фрэйзер, Хускич, Ярамаз, Кравцов, Лопес, Радончич, Саттон, Томпсон, Вега, Ципзер. Тренер: Эпифанио            |
| 2019/20 | 1       | Лига АБК | 10-е       | 1/2 финала | —             | Лига чемпионов  | Победитель   | |
| 2020/21 | 1       | Лига АБК | 6-е        | 1/4 финала | —             | Лига чемпионов  | Победитель   | |

## Резервная команда
14 декабря 2016 года «Бургос» договорился о сотрудничестве с местным клубом Лиги ИБА «Баскет-Бургос 2002», который стал их резервной командой. В 2018 году «Баскет-Бургос 2002» был включён в структуру клуба.